# Saint-Prouant

Saint-Prouant este o comună în departamentul Vendée, Franța. În 2009 avea o populație de 1,472 de locuitori.